# بيزبه ميليو
بيزبه ميليو ميكينجو (بالأمهرية: በዛብህ መላዮ)‏ (من مواليد 26 يونيو 1995) هو لاعب كرة قدم إثيوبي محترف يلعب كلاعب خط وسط مهاجم للنادي الإثيوبي فاسيل كينيما والمنتخب الإثيوبي.